# اوبالدو آراتا
اوبالدو آراتا (انگلیسی: Ubaldo Arata; ۲۳ مارس ۱۸۹۵ – ۷ دسامبر ۱۹۴۷) فیلم‌بردار اهل ایتالیا بود.

## فیلم‌شناسی
- ترانه عشق (۱۹۳۰)
- دبران (۱۹۳۵)
- گذرنامه سرخ (۱۹۳۵)
- شیپیو آفریکانوس: شکست هانیبال  (۱۹۳۷)
- بیوه (۱۹۳۹)
- کارمن (۱۹۴۲)
- رم، شهر بی‌دفاع (۱۹۴۵)
- ترانهٔ زندگی (۱۹۴۵)
- زن زناکار (۱۹۴۶)
- تهران (۱۹۴۶)
- جادوی سیاه (۱۹۴۹)